# Trozzella

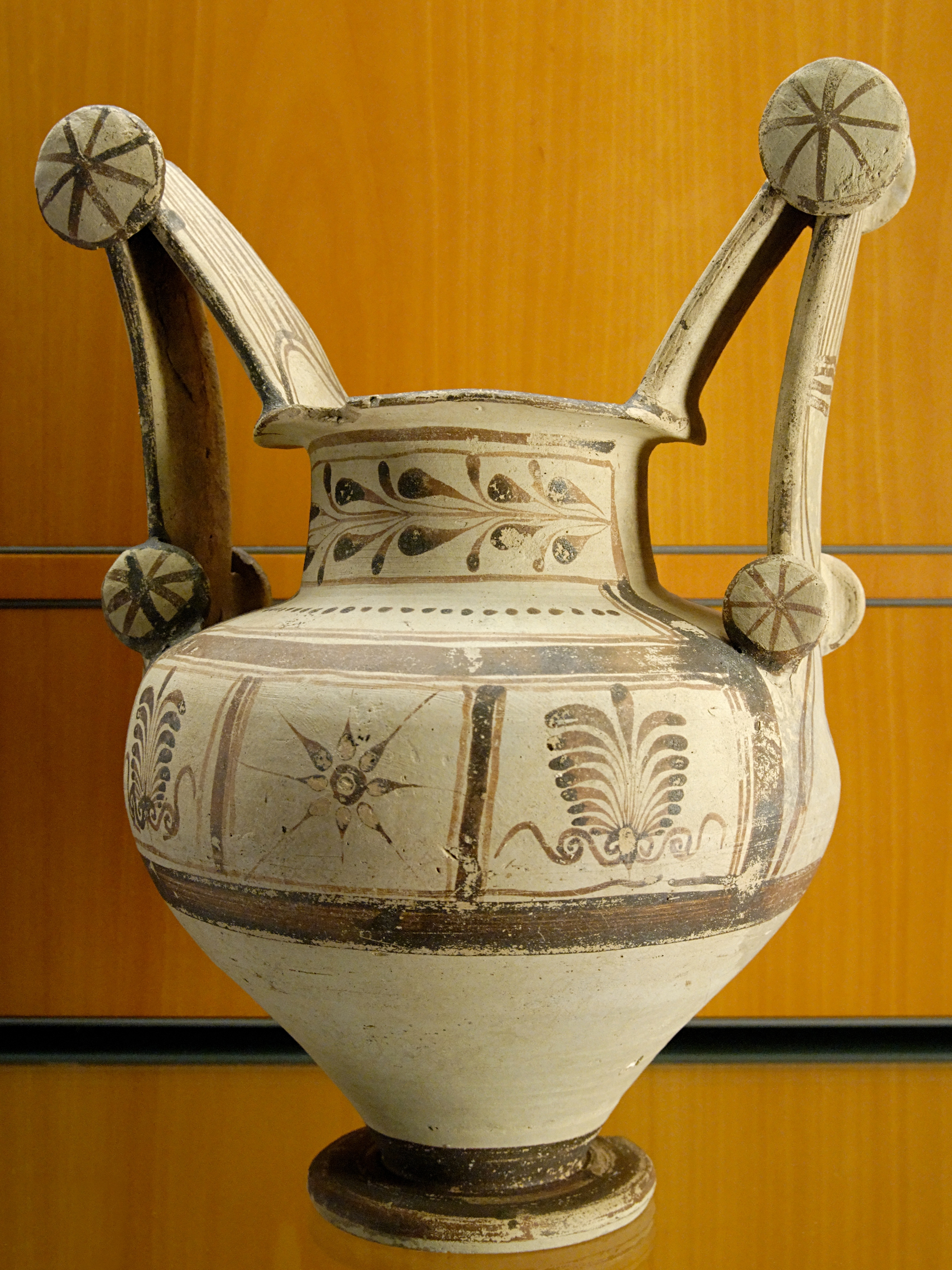
Trozzella del IV secolo a.C. (Museo di Belle Arti di Lione)

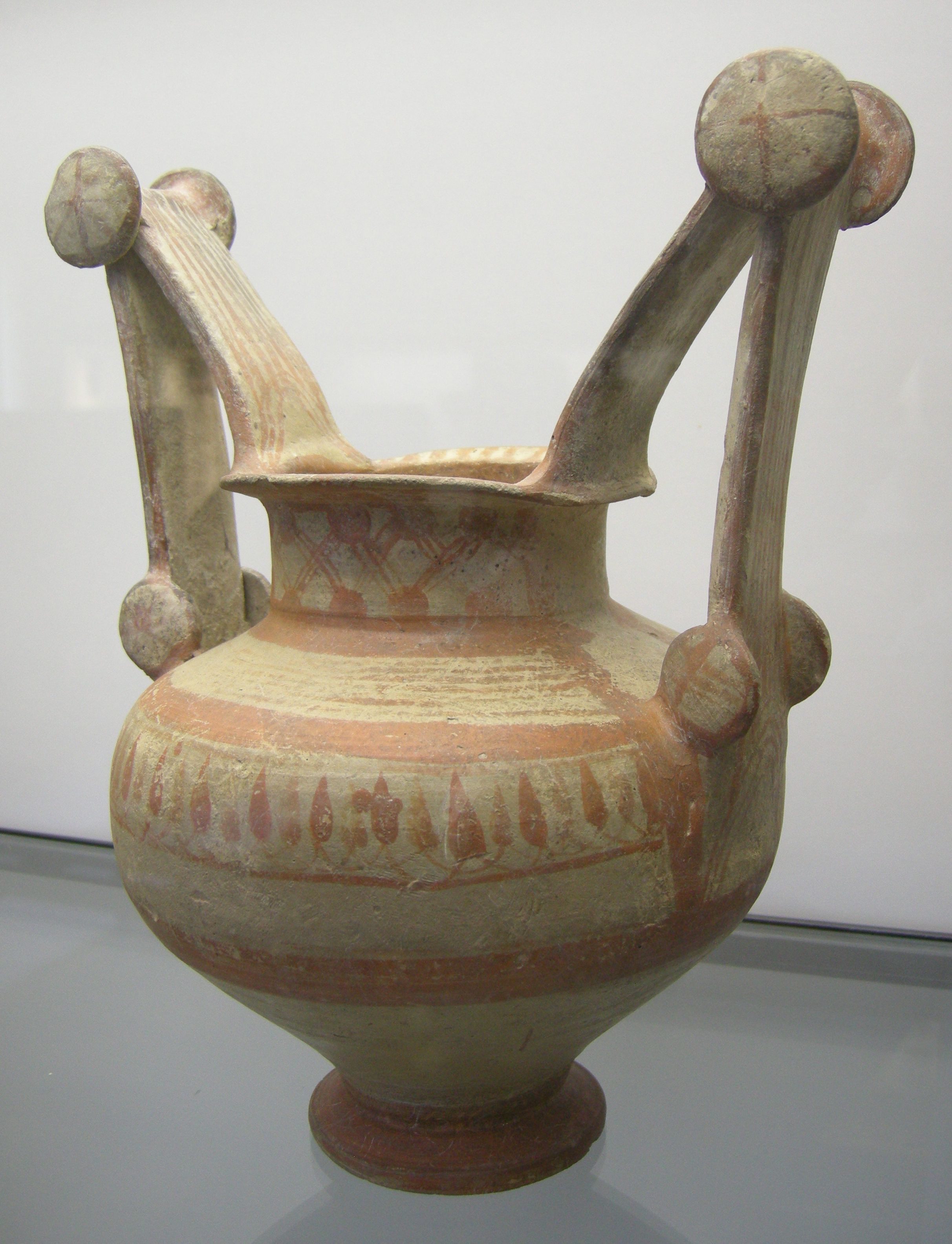
Trozzella (Museo archeologico di Fiesole)

La trozzella è una forma vascolare caratteristica della civiltà messapica. 

## Descrizione
La trozzella ha un corpo ovoidale più o meno rastremato al piede, con alte anse nastriformi che terminano con quattro rotelline, due in alto e due all'attacco col ventre. Solitamente prodotta nella tipica argilla chiara locale, veniva spesso decorata con pittura bruno-rossastra o rosso-nerastra. 
La parola trozzella è la forma italianizzata della voce dialettale salentina tròzzula (dal greco trochilìa = carrucola), che significa rotella. Probabilmente si tratta della trasposizione in ceramica dell'anfora in metallo (bronzo) munita di un sistema di corde e rotelle (carrucola) utilizzata per l'emungimento di acque sorgive (da falde) o di acque di raccolta (da cisterne). Il suo valore simbolico può essere inteso pienamente in considerazione delle condizioni climatiche e idrogeologiche della Messapia, terra storicamente poco beneficiata dalle piogge. 
Si tratta comunque di un vaso a destinazione essenzialmente funeraria, riservato forse solo a determinate donne di alto rango o ruolo sociale. 
La trozzella compare in Messapia intorno al VI secolo a.C.: inizialmente è decorata con pittura monocroma in stile geometrico, prima più rigido (meandri, scacchiere, zig-zag) e poi meno (cerchi, rosette, stelle e volute); successivamente intervengono elementi vegetali (rami di edera, fronde di olivo); la decorazione figurata talvolta si arricchisce di rare rappresentazioni umane e animali (galli, grifi); con l'avvento dell'ellenismo sulle trozzelle compaiono anche decorazioni timidamente policrome ispirate alla ceramica di Gnathia. 
La trozzella messapica ha ispirato la produzione di anfore simili nelle aree limitrofe abitate dai Peuceti e dai Lucani.